# 巷子內
巷子內，原寫為巷仔內，是臺灣屏東縣南州鄉的一個傳統地域名稱，位於該鄉東北部。相較於今日行政區，其範圍大致包括壽元村、溪北村東部、米崙村東南部，以及新埤鄉的打鐵村西部北側凸出部分的西南部。
本地區境內主要聚落為巷仔內、什花。

## 歷史
台灣日治初期，巷子內地區為一街庄，稱為「巷仔內庄」（舊制街庄），隸屬於港東中里。該庄昔日西北隔東港溪支流溪州溪與崁頂庄為界，東北及東與打鐵庄為鄰，東南邊為建功庄，南邊為牛埔庄，西邊為溪洲庄。
1901年（日治明治三十四年）11月11日，全台廢縣廳改設二十廳，該庄隸屬於阿猴廳。1904年（明治三十七年）4月15日，該庄編入「溪洲區」，隸屬於阿猴廳。1905年（明治三十八年）4月1日，阿猴廳改稱「阿緱廳」。1909年（明治四十二年）10月25日，全台合併二十廳為十二廳，溪洲區仍隸屬於阿緱廳。1920年（大正九年）10月1日，全台地方制度大改正，廢十二廳改設五州二廳，該庄改制並雅化為「巷子內」大字，隸屬於高雄州東港郡林邊庄（新制街庄）。
戰後林邊庄改制為林邊鄉，隸屬於高雄縣，大字亦改制為村。1950年（民國39年）10月1日，高、屏分治，林邊鄉改隸屬於屏東縣。1951年（民國40年）3月，林邊鄉拆分出溪州鄉，本地區改隸屬於溪州鄉。1956年（民國45年）7月1日，溪州鄉改名為南州鄉。
相較於今日行政區，本地區的範圍大致包括壽元村、溪北村東部、米崙村東南部，以及新埤鄉的打鐵村西部北側凸出部分的西南部。

## 聚落
本地區發展較早的聚落為巷仔內、什花，在日治初期的官方地圖上已有記載。

## 交通
國道3號又稱「福爾摩沙高速公路」，是貫穿台灣西部的兩條縱向高速公路之一，經過本地區中部，並在南側路段設有平面側車道（鄉道屏119線），而且在縣道187乙線交會處設有南州交流道。由此可快速前往國道3號沿線各地。
省道台1線又稱「縱貫公路」，是臺北至楓港的傳統平面幹道，經過本地區東南部。由該道路北行可前往新埤鄉西北端、潮州鎮、萬巒鄉西南端、竹田鄉等地；南行可前往新埤鄉西南部、佳冬鄉東北部、枋寮鄉、枋山鄉等地。
縣道187乙線是萬巒至海坪的道路，經過本地區的巷仔內聚落。由該道路東北行可前往新埤鄉、潮州鎮、萬巒鄉，並止於縣道187號路口；西南行（大方向，當地先向西行）可前往南州鄉南州市區、東港鎮，並止於內關帝地區海坪聚落的縣道187號路口。
鄉道屏120線是南州至砂崙的道路，經過本地區西南部。
鄉道屏123線是崙仔頂至竹仔腳的道路，其北側端點（起點）位於本地區西部邊界地帶偏南側的鄉道屏120線路口。